# Стівен Чепа
Стівен Чепа (англ. Steven Chepa, нар. 25 квітня 1939, Гамільтон, Онтаріо, Канада) — канадський підприємець, банкір і меценат.
За словами Софії Федини, Стівен Чепа фінансує політичне русинство.

## Біографія
Стівен Чепа походить з родини русинських емігрантів у Канаді. Його батько був родом з Малого Березного, а мати — з Устя Руського (зараз Устє Горлицьке) в польській Лемківщині. Батько в 1927 р., а мати в 1929 р. емігрували до Канади, де, заробивши гроши, придбали власну пекарню, де малий Стівен розносив хліб замовникам. Хоча він народився, виріс і живе в Канаді, він добре розмовляє русинською мовою.
Закінчив факультет бізнесу Університету Макмастера в Гамільтоні, Онтаріо, Канада, де отримав ступінь бакалавра бізнесу (1962). Був директором і провідним менеджером у різних канадських компаніях. 1978 р заснував власний бізнес: комерційний банк Cheppa Corporation. Наразі Стівен Чепа є президентом та власником комерційного інвестиційного банку Norstone Financial Corporation, який веде бізнес у різних країнах світу.

## Внесок у русинську культуру
З 1990 р. Стівен Чепа бере активну участь у підтримці русинської (лемківської) культури. Заснував щорічну премію О. Духновича за найкращі твори русинської літератури (1997) и за визначний вклад в русинську культуру (2001). 2002 р. заснував віртуальну Світову Академію Русинської Культури, метою якої є пропаганда і розповсюдження русинської культури, поширення інформації про минуле і сьогодення русинів.